# عملية أسبيدس
عملية أسبيدس هي عملية عسكرية بحرية أطلقها الاتحاد الأوربي في 19 فبراير 2024 تقودها إيطاليا لحماية السفن من الهجمات التي تشنها القوات المسلحة اليمنية الموالية لحركة أنصار الله على السفن المرتبطة بإسرائيل في البحر الأحمر ولحماية الملاحة الدولية في البحر الأحمر وخليج عدن ومضيق باب المندب ومضيق هرمز والخليج العربي، وأكد الاتحاد الأوروبي على أن العملية لن تنفذ أو تشارك بأي هجمات عسكرية على اليمن وان عملها يقتصر على حماية السفن في البحر فقط.

## خلفية
أعلنت القوات المسلحة اليمنية الموالية لحركة أنصار الله في 31 أكتوبر 2023 دخول الحرب الإسرائيلية الفلسطينية بإطلاقها صواريخ باليستية ومجنحة وطائرات مسيرة على إسرائيل تضامن مع الشعب الفلسطيني، وفي 14نوفمبر 2023 هدد قائد حركة أنصار الله عبد الملك الحوثي باستهداف السفن الإسرائيلية في البحر الأحمر، وفي 19 نوفمبر 2023 أعلنت القوات المسلحة اليمنية الموالية لحركة أنصار الله السيطرة على سفينة غالاكسي ليدر المرتبطة بإسرائيل، وأكدت استمرار هجماتها على إسرائيل والسفن المرتبطة بها حتى تتوقف الحرب الإسرائيلية على قطاع غزة، وفي 9 ديسمبر 2023 أعلنت منعها مرور جميع السفن من جميع الجنسيات المتوجهة من وإلى إسرائيل في البحر الأحمر حتى تتوقف الحرب الإسرائيلية على قطاع غزة ويدخل الدواء والغذاء، وفي 12 يناير بدأت الولايات المتحدة والمملكة المتحدة شن هجمات انتقامية في مناطق سيطرة حركة أنصار الله في اليمن بهدف تدمير القدرات العسكرية التي تستهدف بها السفن في البحر الأحمر وخليج عدن ومن حينها بدأت تستهدف السفن الأمريكية والبريطانية ردا على الهجمات الأمريكية والبريطانية، ومنذ 19 نوفمبر 2023 شنت القوات اليمنية المسلحة الموالية لحركة أنصار الله عشرات الهجمات على السفن المرتبطة بإسرائيل والمتوجهة إليها

## العملية
في 8 فبراير، اتخذت الدول الأعضاء في الاتحاد الأوروبي قرارًا في مجلس الاتحاد الأوروبي لبدء عملية أسبيدس التي من المقرر أن تبدأ في 19 فبراير وتستمر لمدة عام واحد، مع وجود قاعدة عملياتها في اليونان.
والغرض من العملية، وفقًا لخدمة العمل الخارجي الأوروبية، هو حماية السفن التجارية من الهجمات ومرافقتها وتعزيز الوعي بالوضع البحري في المنطقة. ومن ثم فإن صلاحياتها "دفاعية بحتة"، وهو الأمر الذي أكد عليه أيضًا مسؤولون في الاتحاد الأوروبي، على النقيض من عملية "حارس الازدهار" التي تقودها الولايات المتحدة. وصدرت تعليمات للبعثة بالتنسيق الوثيق مع عملية أتالانتا، وهي مهمة بحرية أخرى يقودها الاتحاد الأوروبي في المنطقة.
في 26 فبراير 2024 أعلنت اليونان انضمامها وقيادتها للعملية الأوروبية أسبيدس لحماية الشحن البحري في البحر الأحمر، ويقود العملية اليوناني فاسيليوس غريباريس من قاعدة عسكرية في مدينة لاريسا اليونان.

## الدول المشاركة
ولتنفيذ العملية، أشارت دائرة العمل الخارجي الأوروبية إلى أنه ستُنْشَر أربع فرقاطات ووحدة جوية واحدة، بالإضافة إلى 130 ضابط أركان يتمركزون في اليونان. يقود العملية فاسيليوس جريباريس، وقائد القوة هو ستيفانو كوستانتينو.
|   | الدولة  | القوة المشاركة      | تفاصيل |
| - | ------- | ------------------- | --- |
| 1 | إيطاليا | المدمرة كايو دويليو | قيادة العملية |
| 2 | فرنسا   | الفرقاطة لانغدوك    | |
| 3 | ألمانيا | الفرقاطة هيسن       | أعلنت وزارة الدفاع الألمانية سحب الفرقاطة هيسن العاملة ضمن عملية أسبيدس الأوروبية في البحر الأحمر، وأشارت إلى أن فرقاطة هامبورغ ستحل محل فرقاطة هيسن في عملية أسبيدس الأوروبية في البحر الأحمر. |
| 4 | بلجيكا  | الفرقاطة لويز ماري  | أعلنت عملية أسبيدس الأوروبية انضمام الفرقاطة البلجيكية لويز ماري إلى أسطولها في البحر الأحمر، للمساهمة بتصدي لهجمات القوات المسلحة اليمنية الموالية لحركة أنصار الله على السفن. |
| 5 | اليونان | الفرقاطة هيدرا      | |
| 6 | هولندا  | ترومب               | أعلنت وزارة الدفاع الهولندية نشر فرقاطة ترومب في البحر الأحمر للمشاركة في التصدي لهجمات القوات المسلحة اليمنية الموالية لحركة أنصار الله على السفن التجارية المرتبطة بإسرائيل، واشارت الى ان مهمة الفرقاطة في البحر الأحمر ستسمر لمدة 25 يوما، واكدت على ان الفرقاطة ستقدم الدعم لعملية أسبيدس الأوربية في البحر الأحمر. |
| 7 | هولندا  | سفينة كاريل دورمان  | أعلنت عملية أسبيدس الأوروبية انضمام سفينة كاريل دورمان الهولندية إلى العملية. |
| 8 | السويد  | 10 ضباط             | قالت وزارة الدفاع السويدية إنها ستشارك بعشرة ضباط وان مهمة الضباط ستسمر ضمن العملية إلى 19 فبراير 2025. |
| 9 | إستونيا | جندي واحد           | أعلنت إستونيا انضمام أحد أفراد قواتها لعملية أسبيدس الأوروبية لحماية السفن في البحر الأحمر من الهجمات المنطلقة من اليمن. |